# Windows Odyssey
Con il nome in codice Odyssey si intende una versione di Microsoft Windows che era in sviluppo da inizio 1999 a inizio 2000 insieme a Windows Neptune.

## Storia
L'obiettivo di Odyssey era quello di sviluppare un successore di Windows 2000 destinato all'utenza business. Lo stesso numero di Odyssey, doveva essere sviluppato per una versione più avanzata di Windows Neptune, parallelamente questi due progetti, fra i più noti di quel tempo, Microsoft stava producendo un nuovo prodotto con nome in codice Windows 2000 SD che era pensato per essere solo una second edition di Windows 2000, e secondo il programma, andava distribuito alla fine del 2000/inizi 2001 insieme a Odyssey e a Neptune.

## Cancellazione
Contemporaneamente allo sviluppo di Windows Odyssey, Apple annunciò la pubblicazione del suo nuovo sistema operativo Mac OS X, dalla grafica evoluta e con funzionalità innovative: Odyssey, che presentava la stessa grafica di Windows 2000, che a sua volta derivava da quella di Windows 95, non avrebbe potuto competere con la concorrenza.
Per questi motivi Microsoft decise di cancellare i progetti Windows Odyssey e Windows Neptune verso la fine del 2000 per iniziare a lavorare a Windows Whistler, nuovo progetto che si sarebbe poi evoluto in Windows XP, sistema operativo pubblicato nel 2001.